# Aïn Chouhada
Ain Chouhada là một đô thị thuộc tỉnh Djelfa, Algérie. Dân số thời điểm năm 2002 là 8.337 người.